# Nassarius clathratus
Nassarius clathratus là một loài ốc biển, là động vật thân mềm chân bụng sống ở biển thuộc họ Nassariidae.